# Vaso sanguíneo

Simples diagrama dos vasos sanguíneos de um humano

Os vasos sanguíneos são órgãos em forma de tubos que se ramificam por todo o organismo da maior parte dos animais, principalmente em cordados, como o ser humano, por onde circula o sangue: artérias, arteríolas, vênulas, veias e capilares. São compostos por três camadas, chamadas túnicas, a íntima, que é a mais interna e é formada por uma camada de células endoteliais e uma outra de tecido conjuntivo frouxo; a média, separada da íntima pela lâmina elástica interna, que possuem pequenos poros que permitem a passagem de nutrientes, é formada por células musculares lisas, e a adventícia, que é a mais externa e é composta de colágeno e fibras elásticas.
Acreditava-se que as artérias, arteríolas, veias e capilares sanguíneos dos seres humanos, em conjunto, teriam o comprimento de 100 mil quilômetros, que permitiria que fossem dadas duas voltas e meia na Terra. Porém, estudo recente debate o exagero desse valor, com a identificação de erros cometidos pelo estudo original de 1939, sendo o novo dado estimado entre 9 e 19 mil quilômetros.
São artérias que dão passagem ao sangue. O sangue é lançado na artéria aorta. Ela se ramifica e forma artérias menores que se distribuem ao corpo, elas se chamam arteríolas, elas se ramificam pelo corpo e viram menores ainda (microscópicas) e são chamadas de capilares, que irrigam os órgãos, e depois seguem em direção as vênulas e, em seguida, para pequenas veias, que desembocam na veia cava, podendo ser tanto a superior como a inferior, que seguem para coração, que bombeia o sangue para os pulmões para ser reoxigenado.

## Formação de novos vasos
Sabe-se que uma proteína chamada fator de crescimento endotelial vascular (VEGF) induz essas células a se dividirem e se multiplicarem, afetando as atividades no núcleo celular. Uma pesquisa demonstra o envolvimento de um único aminoácido na proteína receptora VEGFR2, que se liga ao VEGF nas células endoteliais, esse mecanismo de ligação é responsável pela formação de novos vasos sanguíneos.

## Estrutura
As artérias e veias têm três camadas.

### Tipos
Existem vários tipos de vasos sanguíneos:
- Artérias
- Artérias elásticas[8]
- Distribuindo artérias[9]
- Arteríolas
- Capilares (menores vasos sanguíneos)
- Venules
- Veias
  - Vasos coletores grandes, como a veia subclávia, a veia jugular, a veia renal e a veia ilíaca

- Veias cavae (as duas maiores veias, transportam sangue para o coração).

- Sinusoides
  - Vasos extremamente pequenos localizados na medula óssea, no baço e no fígado.